# جزیره ارنست تلمان
جزیرهٔ اِرنْست تِلمان (به آلمانی: Ernst-Thälmann-Insel) یا کایو بلانکو دل سور (به اسپانیایی: Cayo Ernesto Thaelmann) (به معنای جزیرهٔ سفید جنوبی) جزیره‌ای به طول ۱۵ کیلومتر (۹٫۳ مایل) و عرض ۵۰۰ متر (۱٬۶۰۰ فوت) در خلیج کازونس در جنوب کوبا است. در دههٔ ۱۹۷۰ (میلادی) کوبا وعده داد که جزیره‌ای از مجمع‌الجزایر خود را به آلمان شرقی اهدا کند و در نتیجه، جزیرهٔ کایو بلانکو دل سور را به افتخار سیاستمدار کمونیست آلمانی ارنست تلمان تغییر نام داد. از آنجا که این جزیره در اسناد بعدی مرتبط با اتحاد دوباره آلمان ذکر نشده بود، برخی استدلال کرده‌اند که این جزیره همچنان قلمرو کشور منحل‌شدهٔ آلمان شرقی است. اما کوبا این ادعا را رد کرده و آن را تحت حاکمیت خود می‌داند.

## تاریخچه

### دههٔ ۱۹۷۰

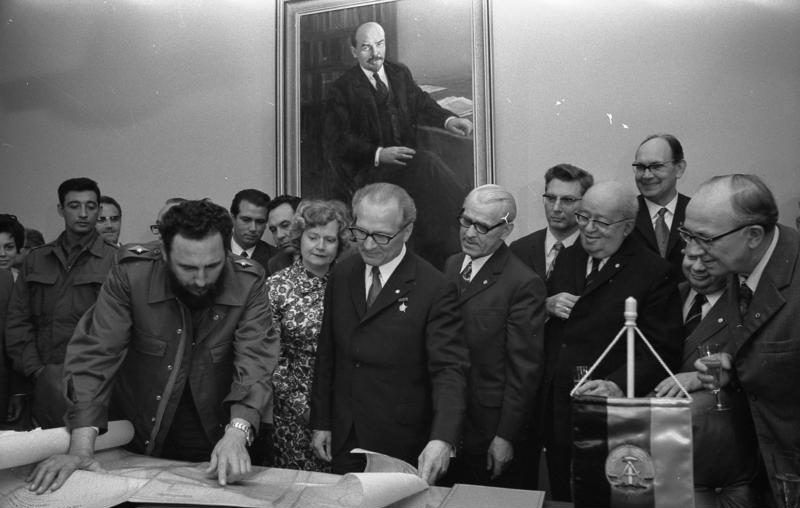
۱۹ ژوئن ۱۹۷۲ در برلین شرقی: فیدل کاسترو (چپ) پس از امضای بیانیه‌ای، نقشه‌ای از کوبا را به اریش هونکر (وسط) اهدا کرد. در این نقشه، جزیره‌ای با نام «ارنست تلمان» نشان داده شده که بخش جنوبی آن به نام «ساحل آلمان دموکراتیک» (Playa RDA, DDR-Strand) نام‌گذاری شده است.

در طول یک سفر دولتی به آلمان شرقی در دههٔ ۱۹۷۰ (میلادی) نخست‌وزیر کوبا فیدل کاسترو وعده داد که کشورش جزیره‌ای را به متحد کمونیست خود اهدا خواهد کرد. به‌عنوان بخشی از سفر دولتی اریش هونکر، دبیرکل آلمان شرقی در ژوئن ۱۹۷۲ کاسترو جزیرهٔ کایو بلانکو دل سور را به افتخار سیاستمدار و فعال کمونیست آلمانی ارنست تلمان تغییر نام داد. طبق مقاله‌ای در مجلهٔ آلمان جدید وی همچنین اعلام کرد که یکی از سواحل این جزیره به نام پلایا رپوبلیکا دموکراتیکا آلمانا (به اسپانیایی: Playa República Democrática Alemana) (به معنای ساحل جمهوری دموکراتیک آلمان) (به آلمانی: DDR-Strand) تغییر نام داده شده است. تلویزیون دولتی آلمان شرقی در گزارش خود از مراسم، رونمایی از مجسمهٔ نیم‌تنهٔ تلمان در اوت ۱۹۷۲ را در حضور سفیر آلمان شرقی، هیئت‌های آلمانی و نمایندگان کوبایی به تصویر کشید.
در مارس ۱۹۷۵ دولت آلمان شرقی فرانک شوبل، خواننده را برای ساخت موزیک‌ویدیو به کوبا فرستاد. فیلم‌هایی از جزیره نیز ضبط شدند که بعدها در مستندی که جزیره را نماد دوستی آلمان شرقی و کوبا نشان می‌داد، به کار رفتند.
طرح تبدیل این جزیره به مقصد گردشگری کمونیستی در دریای کارائیب به دلیل مشکلات اقتصادی آلمان شرقی هرگز به نتیجه نشد. از سوی دیگر هیچ شهروند آلمان شرقی اجازه نیافت تعطیلات خود را در این جزیره بگذراند.

### دههٔ ۱۹۹۰
در سال ۱۹۹۰ روندی از رویدادهای بین‌المللی منجر به انحلال دولت آلمان شرقی و الحاق آن به جمهوری فدرال آلمان غربی الحاق شد و آلمان متحد شکل گرفت. با این حال، معاهدهٔ اتحاد دوبارخ هیچ اشاره‌ای به جزیرهٔ ارنست تلمان به‌عنوان یکی از قلمروهای الحاقی نکرد که باعث ایجاد بحث‌هایی دربارهٔ وضعیت این جزیره شد. دولت آلمان هیچ ادعایی درباره مالکیت جزیره مطرح نکرد. هیچیک از دولت‌های آلمان در دوران اتحاد یا پس از آن کنترل این جزیره را در اختیار نداشتند.
ریزکشور مولوسیا در سال ۱۹۸۳ علیه آلمان شرقی اعلان جنگ کرد و پس از اتحاد آلمان، بنیان‌گذار آن ادعا کرد که این جزیره باقی‌مانده‌ای از آن کشور است و به او اجازه می‌دهد جنگ خود را به‌صورت غیرمستقیم ادامه دهد.
در سال ۱۹۹۸ این جزیره به‌شدت تحت تأثیر توفند میچ قرار گرفت و مجسمهٔ نیم‌تنهٔ تلمان سرنگون شد.

### دههٔ ۲۰۰۰
یک روزنامهٔ آنلاین آلمانی در سال ۲۰۰۱ تلاش کرد با این فرض که این جزیره قلمرو آلمان است از آن بازدید کند، اما ناکام ماند. طبق اعلام سفارت کوبا در آلمان تغییر نام این جزیره اقدامی نمادین بوده و وزارت خارجهٔ آلمان نیز تأیید کرد که این جزیره هدیه نبوده، بلکه تغییر نام بود و هرگز از کوبا جدا نشده است.

## در رسانه‌ها
فیلم جزیرهٔ ارنستو (۲۰۲۲) با بازی مکس ریملت داستان یک برلینی شرقی را روایت می‌کند که برای تحقق آرزوی مادر درگذشته خود، به کوبا سفر می‌کند تا خاکستر او را در جزیره کایو ارنست تلمان بپاشد.